# IC 961
IC 961 ist eine Spiralgalaxie vom Hubble-Typ Sb im Sternbild Bärenhüter am Nordsternhimmel. Sie ist schätzungsweise 813 Millionen Lichtjahre von der Milchstraße entfernt.
Das Objekt wurde am 16. Juni 1892 von dem französischen Astronomen Stéphane Javelle entdeckt.